# 秃发樊尼
秃发樊尼（?—?），南凉宗室，河西鲜卑人，是南凉开国国王秃发乌孤的儿子。
414年，南凉灭亡，都城乐都陷落后，安西将军秃发樊尼从西平逃出，前去报告南凉国王秃发傉檀。秃发傉檀手下逃散，只有秃发樊尼与中军将军秃发纥勃、后军将军秃发洛肱、散骑侍郎阴利鹿没有逃跑。秃发傉檀说，秃发樊尼是大哥的儿子，宗族部落的希望所在。让他投奔北凉沮渠蒙逊。秃发纥勃、秃发洛肱，应与秃发樊尼一道去。于是自己归降了西秦王乞伏炽磐，阴利鹿跟随他前往。《旧唐书》称秃发樊尼是秃发烏孤的儿子，为吐蕃的始祖。